# 대정중학교
대정중학교(大靜中學校)는 대한민국 제주특별자치도 서귀포시 대정읍 하모리에 있는 공립 중학교이다.

## 학교 연혁
- 1946년 9월 24일 : 대정공립초급중학교 3학급 인가
- 1946년 11월 8일 : 대정공립초급중학교로 개교
- 1950년 8월 31일 : 대정중학교로 개편
- 1951년 5월 5일 : 현지에 이설(제주특별자치도 서귀포시 대정읍 비행장로 18)
- 1984년 3월 1일 : 대정여자중학교 본교에 통합(남녀 공학)
- 1990년 3월 1일 : 특수학급 1학급 인가
- 2009년 3월 5일 : 인조잔디운동장 및 급식소 준공
- 2013년 2월 22일 : 다목적 강당(대송관) 신축
- 2017년 12월 31일 : 인조잔디 및 천연잔디 트랙 조성, 운동장 스탠드 설치
- 2018년 12월 5일 : 수영장 준공
- 2021년 5월 24일 : '명상의 숲' 준공
- 2022년 3월 1일 : 제36대 교장 고영진 선생 부임
- 2023년 3월 1일 : 제주형 자율학교(다혼디배움학교) 재지정 운영(~2027. 02. 28.)
- 2024년 1월 4일 : 제77회 졸업식 115명 졸업(졸업생 총 18,384명)

## 참고 자료
- 대정중학교 - 한국교육학술정보원 학교알리미